# Hessel van Martena

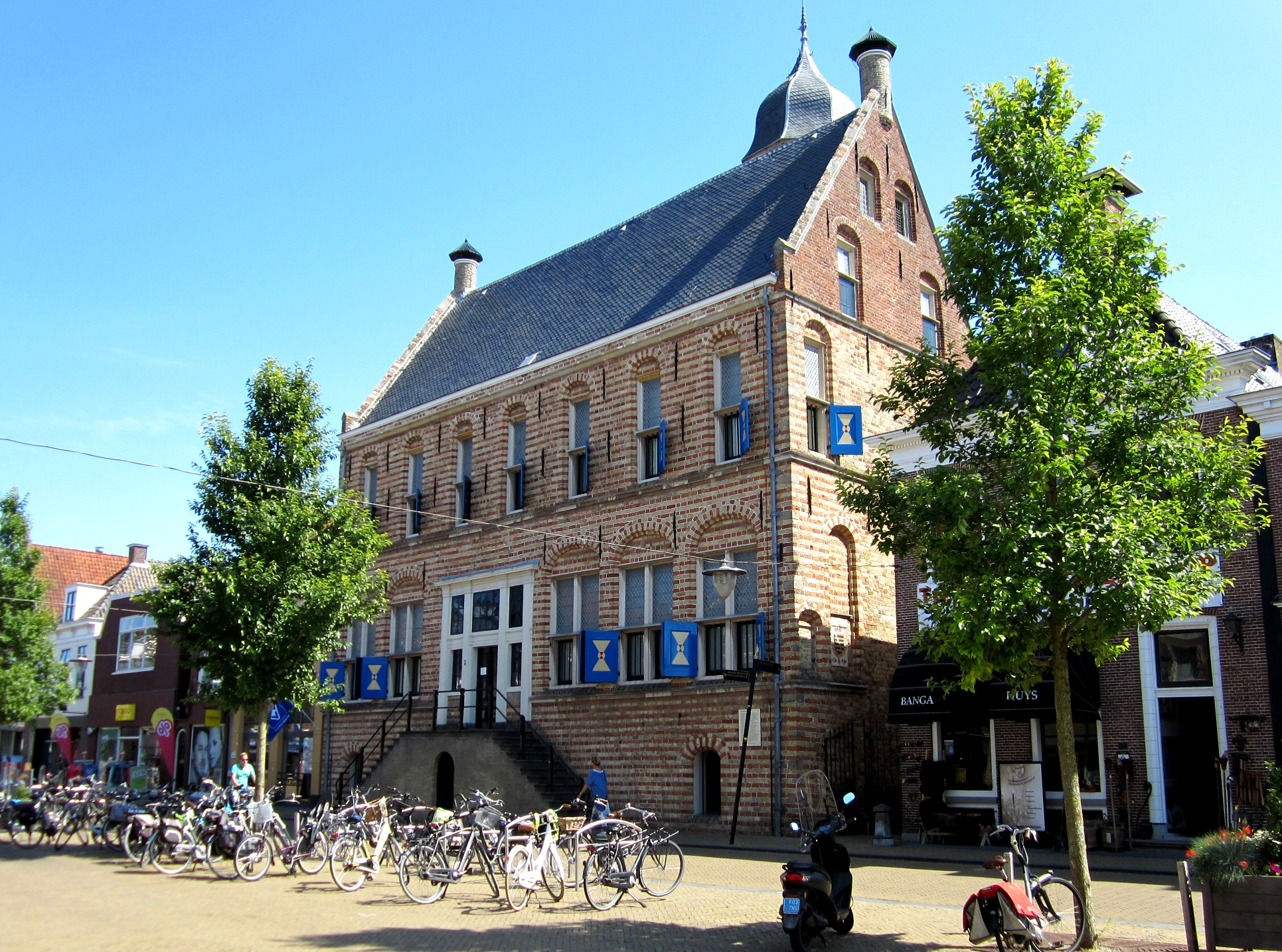
Martenahûs, Frjentsjer

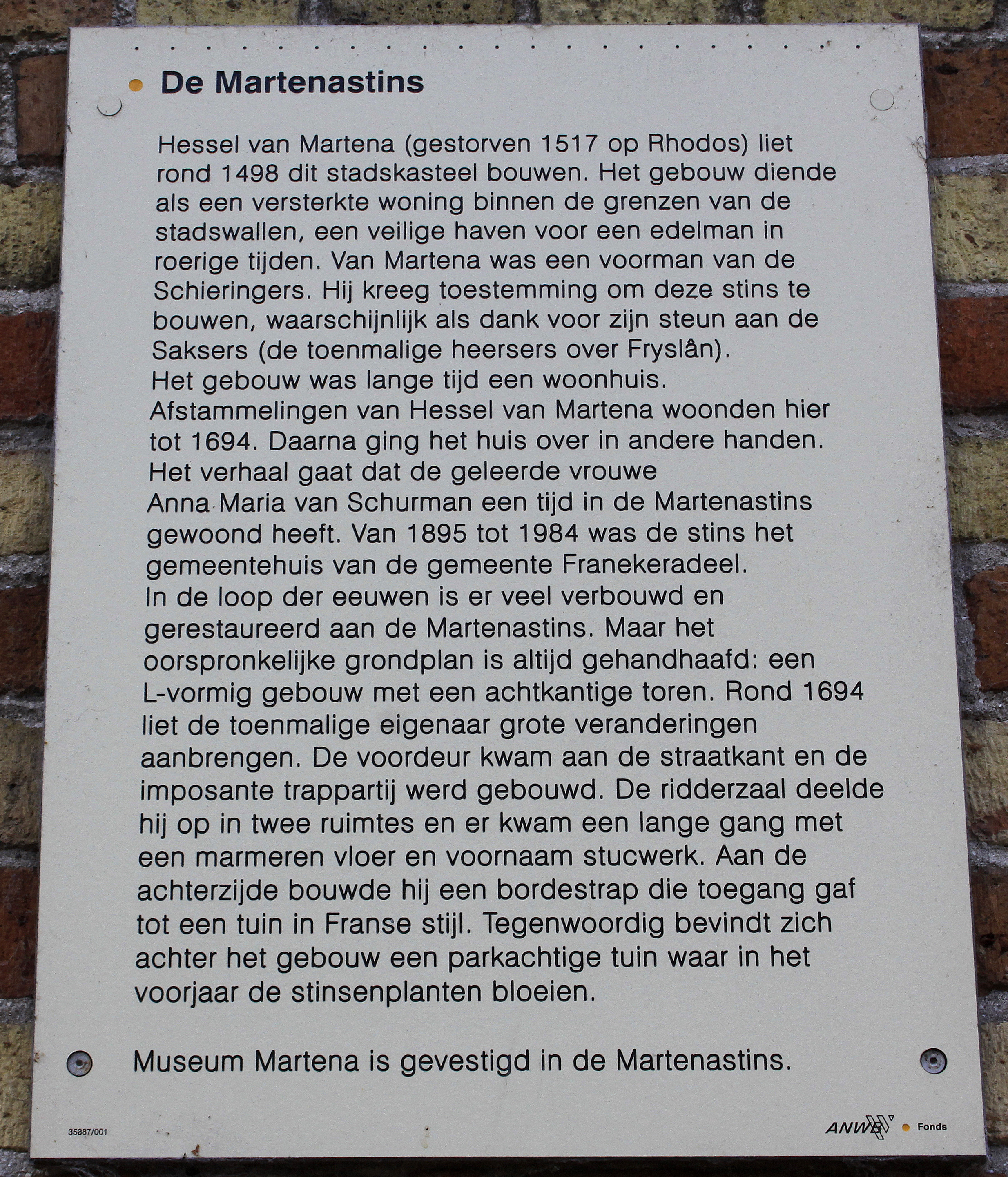
Tekst en uitleg aan de Martenastins in Franeker (thans het Museum Martena).

Hessel van Martena  (Cornjum, ± 1460 – Rhodos, augustus 1517) was een Fries hoofdeling en een van de voornaamste medestanders van de Saksische hertogen in Friesland.
Hessel van Martena werd rond 1460 geboren in Cornjum als zoon van Syttie Martena, hoofdeling aldaar en Jel Epedr Harinxma thoe IJlst.

## Loopbaan
Het vijftiende-eeuwse Condominium Friesland werd verscheurd door een hevige partijstrijd tussen de Schieringers en de Vetkopers, die steeds meer polariseerde. Na 1450 werd deze strijd steeds heviger, door de inzet van kanonnen en huurlegers werden de kosten van de oorlogvoering steeds groter. De Vetkoperse partij zocht steun bij de stad Groningen. De Schieringer partij, waartoe de familie Van Martena behoorde, zocht een bondgenoot in hertog Albrecht van Saksen, legeraanvoerder van keizer Maximiliaan van Oostenrijk, die officieel de heer van Friesland was.
In 1496 werd de stins van Hessel van Martena, Groot Terhorne bij Beetgum door de Vetkopers verwoest. Hij bouwde daarop in 1498 een nieuwe stadsstins in Franeker, het Martenahuis genaamd. Dit is het tegenwoordige Museum Martena.
Hessel van Martena was een van de bezegelaars van het akkoord van Westergo met Albrecht van Saksen van 30 april 1498. In juli 1499 werd hij door Westergo afgevaardigd om de hertog in Friesland te verwelkomen.
Martena maakte vanaf die tijd deel uit van de Saksische regering en werd begunstigd met vele ambten en benoemingen, mede omdat hij het nieuwe bewind ondersteunde met grote geldleningen. Op 25 juli 1499 werd hij door Albrecht van Saksen aangesteld tot lid van het Hofgerecht. Door Albrechts opvolger hertog Georg van Saksen werd hij op 23 mei 1501 officieel benoemd als raadsheer in bestuurszaken. Deze functie behield hij toen Karel V in 1515 heer van Friesland werd nadat hertog Georg afstand van Friesland had gedaan.
Als dank voor zijn steun verwierf hij landerijen op Het Bildt, een pensioen van 50 goudgulden en werd hij naast zijn raadsheerschap benoemd tot grietman van Menaldumadeel (vermeld 1502-1517), Het Bildt (1502-1505) en Franekeradeel (waarschijnlijk 1505-1517). Hij wordt in 1503 en van 1514 tot 1515 vermeld als ambtman van Franeker.
Hessel van Martena was op 1 juli 1515 een van de heerschappen (hoofdelingen) die Karel V als heer van Friesland huldigden. Als beloning werd hij op dezelfde dag door Floris van Egmont, stadhouder van Friesland namens de Habsburgers, tot ridder geslagen.
In 1517 maakte hij een pelgrimstocht naar het Heilige Land samen met de raadsheren Tjalling van Botnia en Juw van Botnia. Op de terugreis kwam hij in Rhodos te overlijden.

## Familie
Hessel van Martena huwde de hoofdelingendochter Both van Hottinga (†1541). Na Hessels overlijden trad zijn weduwe in het huwelijk met Frederik Bruckschlegel, een Saksische ambtenaar. Uit het huwelijk van Hessel en Both werden vier dochters geboren:
1. Jel van Martena, trouwde met Ernst van der Lauwijck
2. Luts van Martena, trouwde met Frits van Grombach, grietman van Barradeel.
3. Cnier van Martena, trouwde met Rudolf von Bünau, drost van Stavoren en grietman van Gaasterland. Na zijn overlijden hertrouwde ze met Christoffel van Hauwyz. Ze hertrouwde voor een tweede maal met Herman Hutten.
4. Foockel van Martena, trouwde met Hans van Oosthem, eigenaar van het Hottingahuis in Franeker. Na zijn overlijden hertrouwde ze met Here van Hottinga, zoon van Jarich van Hottinga, grietman van Hennaarderadeel.

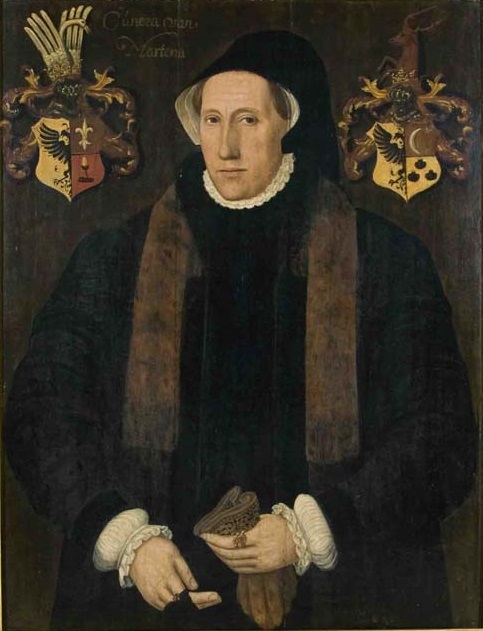
Portret van Cnier van Martena, geschilderd door Adriaen van Cronenburg in 1553.
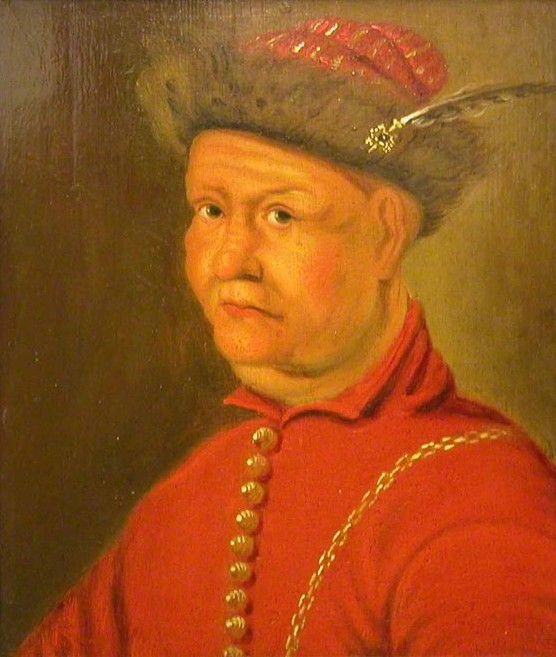
Vermeend portret van Hessel van Martena. Hoewel later gedacht werd dat het ging om een schilderij van een Hongaarse gezant. Het bleek echter te gaan om een portret van Johan Isolani.

## Reputatie
Hessel van Martena werd door veel Friezen gehaat vanwege zijn steun aan het Saksische bewind en omdat hij schaamteloos profiteerde van zijn positie. Hij was verreweg de rijkste hoofdeling van zijn tijd en ‘de allerschieringste Schieringer die er destijds in Friesland rondliep’.
Lange tijd is er gedacht dat er een portret van Hessel van Martena is overgeleverd. Het portret in kwestie toont een glad geschoren man in een rood gewaad met gouden knopen. De geportretteerde draagt een bonten hooddeksel met daar in gestoken een veer, vastgemaakt met een sieraad. Dit portret is in de collectie van Museum Martena te Franeker gehuisvest in de Martenastins. Daar is het schilderij lange tijd aangezien en benoemd als "Portret van Hessel van Martena." Na onderzoek van het museum zelf is gebleken dat dit niet zo is, maar dat het portret een onbekende Oost-Europese huurling afbeeldt.
- Biografisch Portaal: 77570240
- Digitale Bibliotheek voor de Nederlandse Letteren: mart136
- Gemeinsame Normdatei: 142757705
- International Standard Name Identifier: 0000 0001 0762 0753
- Nederlandse Thesaurus van Auteursnamen: 31729637X
- Virtual International Authority File: 160289784
- WorldCat: E39PBJhMhWyTXPMhGFFJTVDyVC